# Autostrada A22 (Włochy)

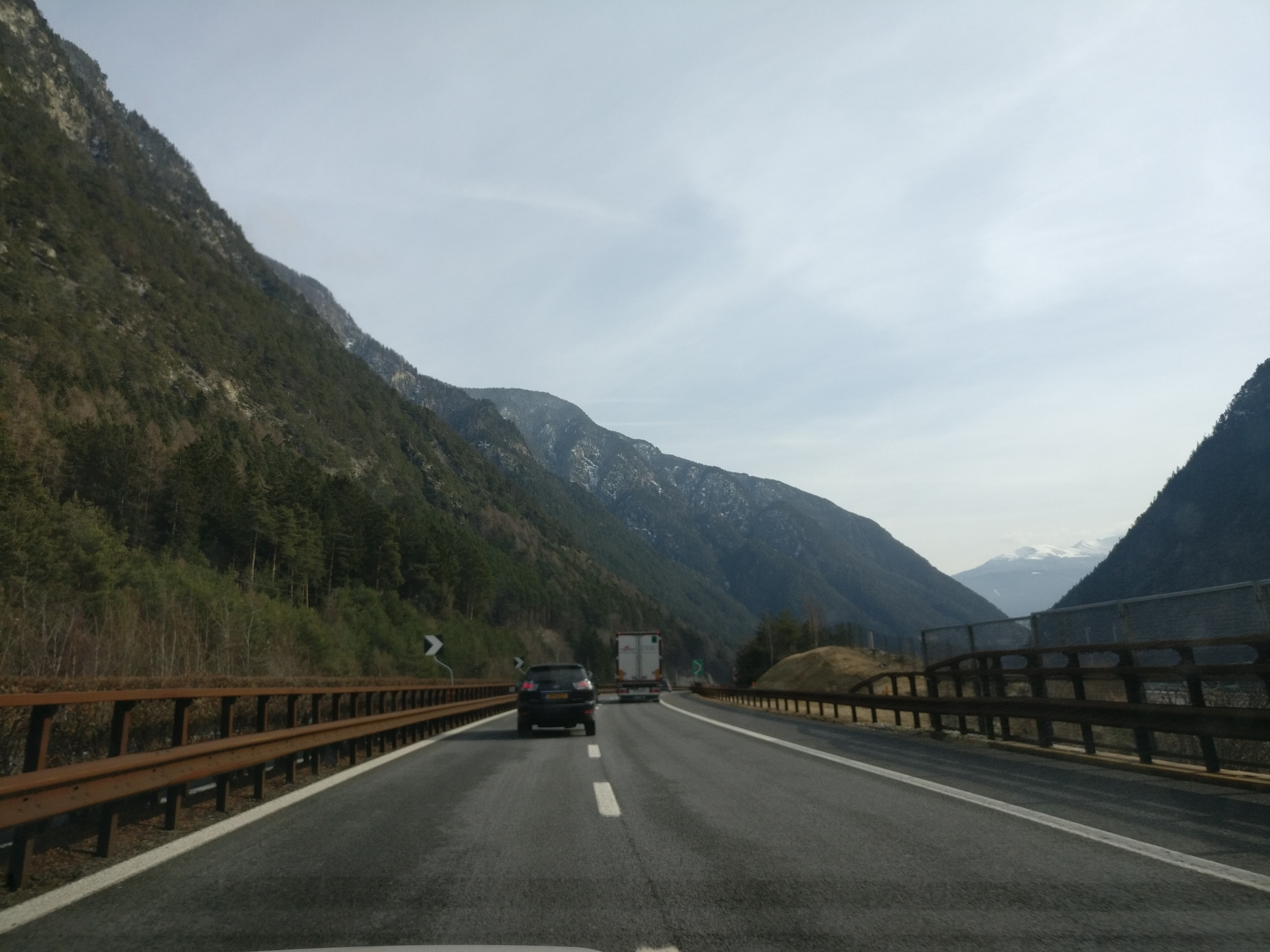
Odcinek przebiegający obok miejscowości Campodazzo

Autostrada A22 (wł. Autostrada del Brennero), zwana także Autostradą Brennerską to płatna arteria komunikacyjna w północnych Włoszech. Biegnie od przełęczy Brenner przez Weronę do Modeny. Długa na 313 kilometrów trasa jest częścią najważniejszej trasy z Niemiec na południe Europy. Wraz z austriacką autostradą A13 była jedną z pierwszych w historii tras tego typu budowanych w górach. Całość trasy oddano do użytku w roku 1974. Operatorem trasy jest spółka „Autostrada Del Brennero S.P.A”, która swoją siedzibę ma w Trydencie.